# إدوارد فون غيبهارت
إدوارد فون غيبهارت (بالألمانية: Eduard von Gebhardt)‏ هو رسام إستوني وألماني، ولد في 13 يونيو 1838 في Järva-Jaani Parish ‏ في إستونيا، وتوفي في 13 فبراير 1925 في دوسلدورف في ألمانيا.

## معرض صور

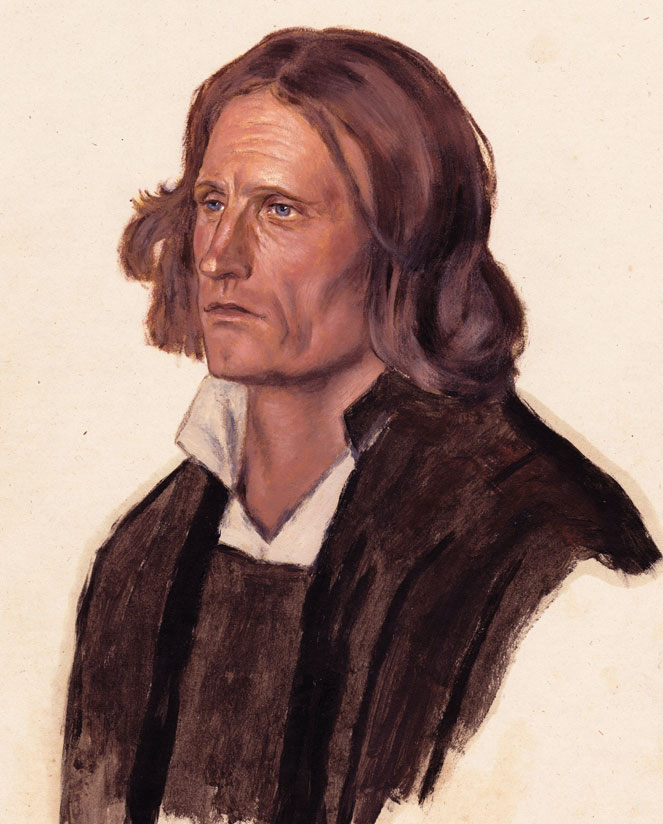
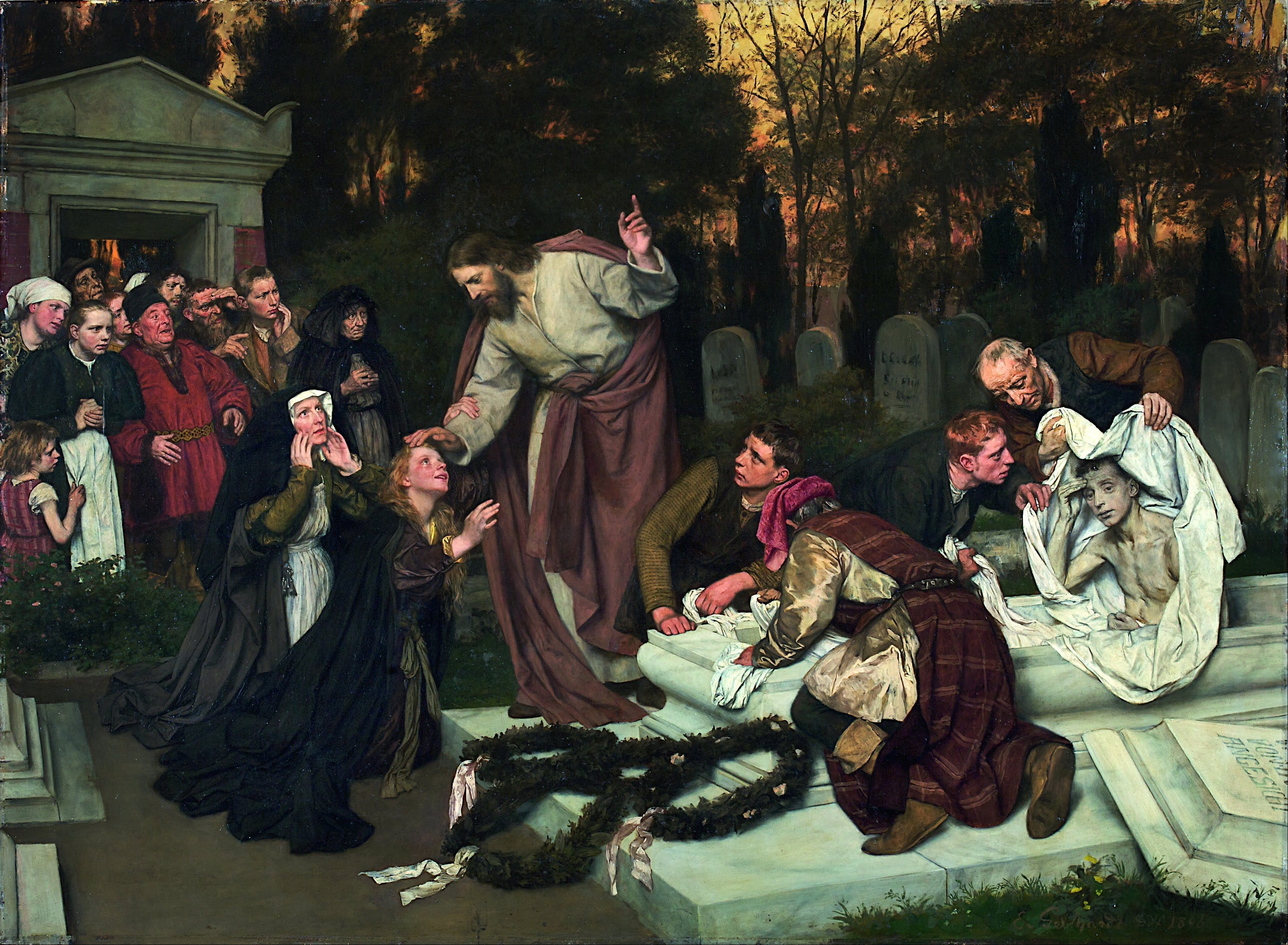
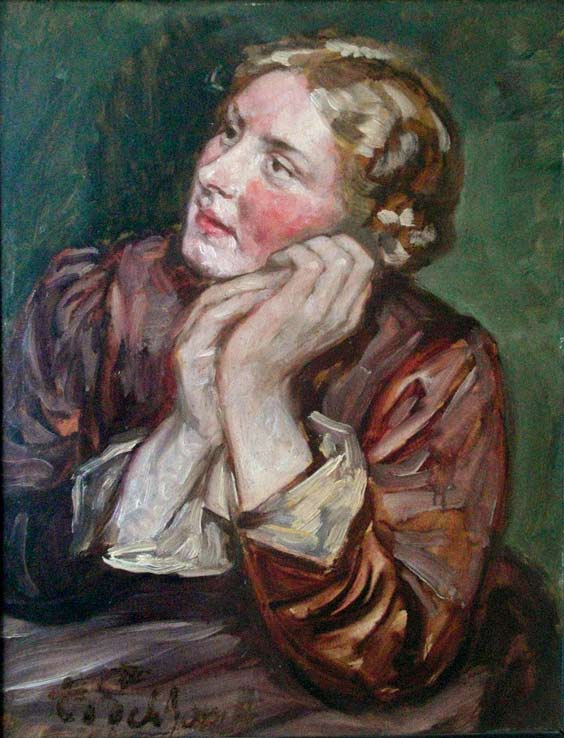